# 루이스 맥두걸
루이스 존 모어 맥두걸(영어: Lewis John Moir MacDougall, 2002년 6월 5일 ~ )은 영국의 배우이다. 2015년 조 라이트 감독의 영화 《팬》으로 데뷔하였다. 이후 《몬스터 콜》(2016), 《경계》(2017)에 출연한다.

## 출연 작품

### 영화
| 연도 | 제목      | 원제            | 배역   | 비고 |
| ---- | --------- | --------------- | ------ | ---- |
| 2015 | 팬        | Pan             | 니브스 |      |
| 2016 | 몬스터 콜 | A Monster Calls | 코너   |      |
| 2017 | 경계      | Boundaries      | 헨리   |      |